# 마쓰마에 마사히로
마쓰마에 마사히로(일본어: 松前昌廣, まつまえ まさひろ, 1825년 10월 9일 ~ 1853년 9월 10일)는 마쓰마에번의 11대 번주이다.
1825년 마쓰마에 지카히로의 차남으로 태어났다. 1839년, 형 요시히로(良廣)가 사망하자 11대 번주에 올랐다. 그는 번주의 자리에 오른 지 반년 만에 집정으로서 전횡을 일삼던 중신 마쓰마에 우치쿠라 히로즈미(松前內藏廣純) 등 가로(家老)들의 관직을 뺏고 칩거 근신하게 하였다. 히로즈미를 실각시킨 마사히로는 유학자인 야마다 산센(山田三川)을 등용하여 1844년부터 검약, 풍기 숙청, 사치 금지 등을 주요 내용으로 하는 번의 정치 개혁을 단행하였다. 하지만 병으로 인해 정사는 산센과 마쓰마에 히로시게가 돌보았고, 마사히로는 에도의 번저에 머무르며 양생하였다. 1847년 들어 병세가 더 악화되고 주색에 빠지게 되자, 1849년, 그는 양자인 마쓰마에 다카히로(松前崇廣)에게 번주 자리를 물려주고 은거하였다. 그 후 후쿠야마 성에서 여생을 보내다 1853년 29세의 나이로 사망하였다.